# شهرداری اسلام‌آباد غرب
شهرداری اسلام‌آباد غرب یک سازمان غیردولتی است که وظیفه اداره شهر اسلام‌آباد غرب در استان کرمانشاه را بر عهده دارد.
این سازمان در سال ۱۳۱۵ شروع به فعالیت کردوهم اکنون مسول شهرداری و شهردار این شهر امیرسعید جلیلیان می باشد.
ساختمان شهرداری اسلام‌آباد غرب در خیابان راه کربلای این شهر قرار دارد. در حال حاضر امیرسعید جلیلیان مسئولیت شهرداری اسلام‌آباد غرب را بر عهده دارد.

## شهرداران

### پس از انقلاب[۲]
| دوره | شهردار           | آغاز        | پایان     |
| ---- | ---------------- | ----------- | --------- |
| ۱    | کورش عابدینی     | ۱۳۶۹        | ۱۳۷۳      |
| ۲    | نعمت مرادی       | ۱۳۸۴        | ۱۳۸۸      |
| ۳    | صادق باقری       | ۱۳۸۸        | ۱۳۹۲      |
| ۴    | همایون نوری      | ۱۳۹۲        | ۱۳۹۶      |
| ۵    | علی حمیدی‌تبار    | ۱۹ تیر ۱۳۹۷ | ۱۴۰۰      |
| ۶    | بهنام افشین      | ۱۴۰۰        | اسفند۱۴۰۲ |
| ۷    | امیرسعید جلیلیان | اسفند ۱۴۰۲  | تاکنون    |

## درجه‌بندی
در نظام درجه‌بندی شهرداری‌ها در ایران ۱۲ درجه درنظر گرفته شده‌است. شهرداری اسلام‌آباد غرب یک شهرداری درجۀ ۸ محسوب می‌شود.